# كيبى شينا
كيبى شينا (بالكانا:しいな きっぺい) هو منتج أفلام وممثل ياباني، ولد في 14 يوليو 1964 في اليابان.

## أعمال

### أفلام
- (2010) الغضب

## وصلات خارجية
- كيبى شينا على موقع IMDb (الإنجليزية)
- كيبى شينا على موقع ألو سيني (الفرنسية)
- كيبى شينا على موقع أول موفي (الإنجليزية)
- كيبى شينا على موقع قاعدة بيانات الأفلام السويدية (السويدية)
- كيبى شينا على موقع قاعدة بيانات الفيلم (الإنجليزية)
- كيبى شينا على موقع كينوبويسك (الروسية)